# Anabasin
Anabasin ist eine chemische Verbindung aus der Gruppe der Alkaloide. Die Verbindung besteht aus einem Pyridin- und einem Piperidinring, wobei der Piperidinring ein Stereozentrum besitzt. Sie ist strukturell mit dem Nornicotin, das einen um eine Methylengruppe engeren Ring besitzt und dem Anatabin, dessen Piperidinring eine Doppelbindung aufweist, verwandt.

## Vorkommen

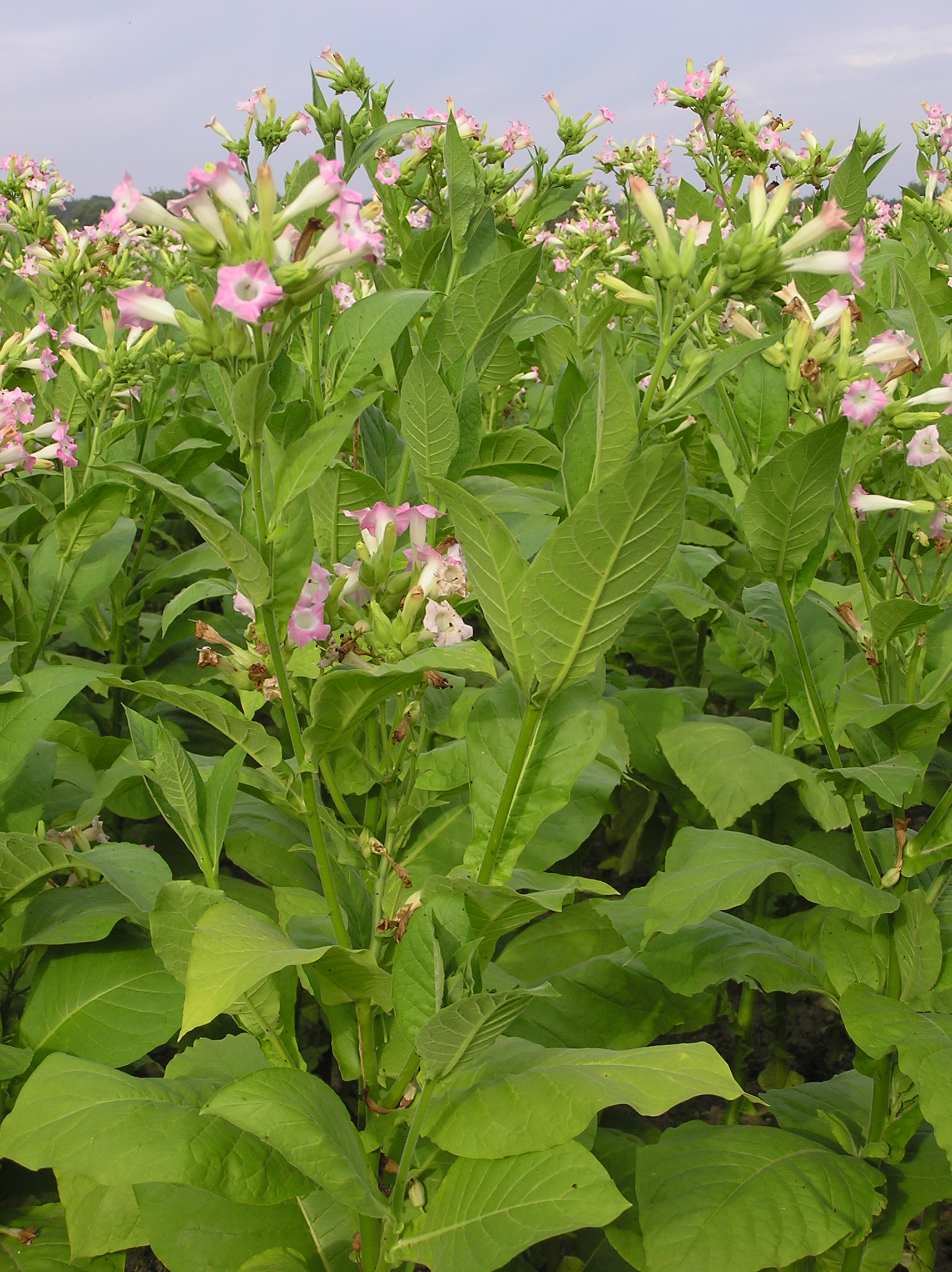
Tabakpflanzen

Die L-Form von Anabasin konnte in Tabakpflanzen, je nach Sorte in unterschiedlicher Konzentration, sowie im Tabakrauch nachgewiesen werden.

## Eigenschaften
Anabasin ist eine gelbliche Flüssigkeit. Es handelt sich um eine chirale Verbindung, die in Tabakpflanzen als (S)-Enantiomer natürlich vorkommt. Anabasin wirkt toxisch und besitzt je nach Enantiomer eine letale Dosis (intravenös verabreicht) von 11 mg/kg beziehungsweise 16 mg/kg in Mäusen.
Es gehört zur Gruppe der nikotinischen Acetylcholinrezeptor-Agonisten und kann in ausreichender Dosierung Symptome ähnlich einer Nikotinvergiftung hervorrufen. Dies kann zum Tod durch Herzstillstand führen.